# Djup-Horten
Djup-Horten är en sjö i Härjedalens kommun och Ånge kommun i Medelpad och ingår i Ljungans huvudavrinningsområde. Sjön har en area på 0,804 kvadratkilometer och ligger 284 meter över havet. Sjön avvattnas av vattendraget Kvarnån (Hortesån).

## Delavrinningsområde
Djup-Horten ingår i det delavrinningsområde (692387-144982) som SMHI kallar för Utloppet av Djup-Horten. Medelhöjden är 335 meter över havet och ytan är 16,77 kvadratkilometer. Räknas de 4 avrinningsområdena uppströms in blir den ackumulerade arean 88,28 kvadratkilometer. Kvarnån (Hortesån) som avvattnar avrinningsområdet har biflödesordning 2, vilket innebär att vattnet flödar genom totalt 2 vattendrag innan det når havet efter 173 kilometer. Avrinningsområdet består mestadels av skog (84 procent). Avrinningsområdet har 0,95 kvadratkilometer vattenytor vilket ger det en sjöprocent på 5,6 procent.